# Казаков Павло Миколайович
Павло Миколайович Казаков (рос. Павел Николаевич Казаков; 19 лютого 1928, Москва — 17 вересня 2012, там само) — радянський футбольний суддя. Майстер спорту СРСР (1959). Суддя всесоюзної категорії (1962), арбітр ФІФА (1970). Представляв Москву. Головний арбітр фіналу Кубка УЄФА 1972/73. Арбітр на Олімпіаді-1972 і чемпіонаті світу 1974.

## Життєпис
Виступав за футбольну команду СКІФ, де одним із гравців був майбутній футбольний суддя Іван Лук'янов. 1952 року закінчив Московський інститут фізичної культури, почав грати за дорослу команду «Зірка» Долгопрудний і тренувати її юнацьку команду. 1953 року розпочав виступи за колектив товариства «Спартак». 1959 року в складі команди Артілі ім. 9 мая т-ва «Спартак» здобув перемогу в першості СРСР серед колективів фізкультури, за що отримав звання майстра спорту. Серед товаришів по команді був 17-річний Валерій Рейнгольд — нападник основного складу «Спартака» 1960-х років. З 1956 року почав судити матчі.
15 разів входив до списку найкращих футбольних суддів СРСР (рекордний показник): 1961, 1962, 1963, 1964, 1965, 1967, 1968, 1969, 1970, 1971. 1972, 1973, 1974, 1975 і 1976. У ранзі головного судді в 1961—1976 роках провів 164 матчі вищої ліги, у яких призначив 31 пенальті й вилучив 3 гравців. Був арбітром 16 матчів Кубка країни. Обслуговував фінали Кубка СРСР 1973 («Арарат» — «Динамо» Київ) і 1976 («Динамо» Тбілісі — «Арарат») років.
Головний арбітр фіналу (одного з фіналів, у той час проводили два матчі) Кубка УЄФА 1972/73: «Боруссія» Менхенгладбах — «Ліверпуль». Також серед важливих матчів (головний арбітр): «Челсі» — «Манчестер Сіті» (півфінал КВК 1970/71), «Баварія» — «Дожа Уйпешт» (півфінал КЄЧ 1973/74). Боковий арбітр у півфіналі КВК сезону 1966/67: «Славія» Софія — «Рейнджерс».
Судив на Олімпіаді-1972 і чемпіонаті світу 1974. На чемпіонаті світу-74 працював на 4 поєдинках: Аргентина — Італія, ФРН — Швеція (арбітр), Уругвай — Голландія, Голландія — Аргентина (боковий). За словами Казакова, його називали серед кандидатур на суддівство фінальної гри: Німеччина — Голландія. Колеги навіть поздоровляли його з майбутнім призначенням, однак за два дні до фіналу офіційно повідомлено, що гру обслуговуватиме англійський рефері Джек Тейлор. На думку Казакова, організаторів насторожила можлива заангажованість радянського арбітра й повторення ситуації з Тофіком Бахрамовим на чемпіонаті світу 1966.
Суддівську кар'єру завершив 1976 року через проблеми зі слухом. Нагороджений знаком «Почесний суддя» (1978 р.). Упродовж 1961—1991 років — член президії Всесоюзної колегії суддів. З 1978 по 1997 — інспектор футбольних матчів.
Помер 2012 року в Москві. Похований на Ваганьковському кладовищі.